# Juliet Mills

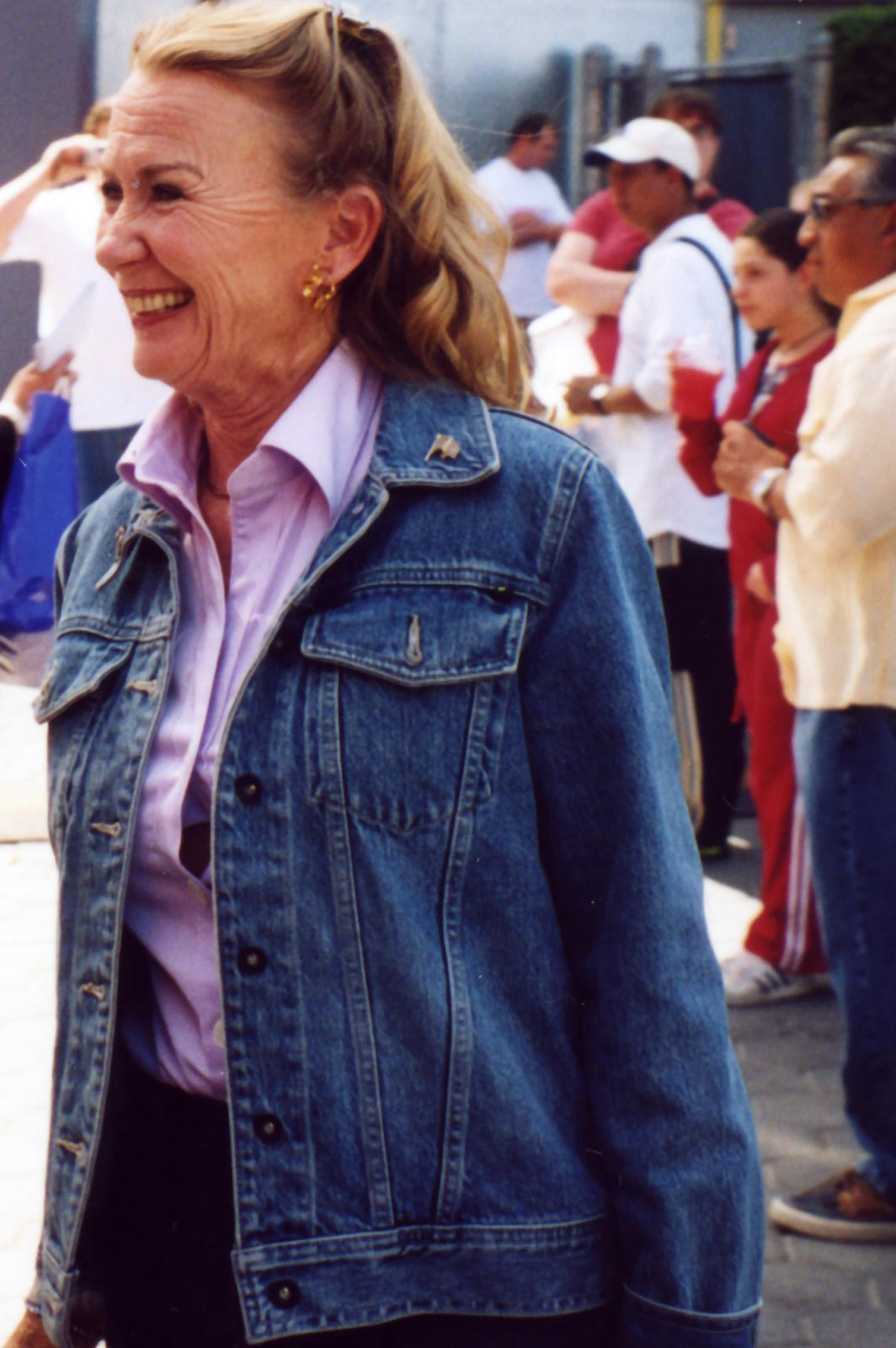
Juliet Mills (2004)

Juliet Maryon Mills (* 21. November 1941 in London, England) ist eine britische Schauspielerin. 

## Leben
Juliet Mills ist die Tochter des Schauspielers Sir John Mills und der Schriftstellerin und Schauspielerin Mary Hayley Bell. Ihre Schwester Haley ist ebenfalls Schauspielerin, ihr Bruder Jonathan arbeitet als Regisseur. Bereits als Säugling trat Juliet Mills an der Seite ihres bekannten Vaters im Kriegsfilm In Which We Serve auf. Im Kindesalter folgten weitere kleine Rollen im britischen Kino.
Nach ihrer Ausbildung an der Royal Academy of Dramatic Art hatte Juliet Mills ihr Bühnendebüt 1959 in London. Für ihren Auftritt in Peter Shaffers Drama Five Finger Exercise über eine konfliktreiche Familie erhielt sie mit gerade 18 Jahren eine Nominierung für den Tony Award. Daneben wirkte Mills auf englischsprachigen Bühnen unter anderem in Theaterproduktionen von Ein Sommernachtstraum, Der Elefantenmensch und Bei Anruf Mord mit.
Im englischsprachigen Raum wurde sie vor allem durch ihre Rolle in den Fernsehserie Nanny and the Professor beliebt, von der zwischen 1970 und 1971 drei Staffeln produziert wurden. In dieser Serie spielte sie ein etwas an Mary Poppins erinnerndes britisches Kindermädchen, das in den Haushalt eines amerikanischen Professors (gespielt von Richard Long) einzieht. Für Nanny and the Professor erhielt sie 1971 eine Nominierung für einen Golden Globe. Billy Wilder, der sich von ihren komödiantischen Fähigkeiten beeindruckt zeigte, gab ihr 1972 die weibliche Hauptrolle in seiner Filmkomödie Avanti, Avanti. An der Seite von Jack Lemmon spielte sie die wegen ihres leichten Übergewichtes verunsicherte Britin Pamela Piggott und erhielt eine weitere Golden-Globe-Nominierung in der Kategorie Beste Hauptdarstellerin – Komödie oder Musical. 
Zu einem großen Kinostar sollte Mills nie werden, allerdings folgten weitere erfolgreiche Fernsehrollen. 1974 spielte sie in dem Fernseh-Mehrteiler QB VII nach dem gleichnamigen Roman von Leon Uris an der Seite von Anthony Hopkins, Lee Remick und John Gielgud. Für ihren Auftritt erhielt sie 1975 einen Emmy als beste Nebendarstellerin. Sie trat im Laufe ihrer Karriere in Gastrollen in Fernsehserien wie Solo für O.N.K.E.L., Shenandoah, Alias Smith und Jones, Dr. med. Marcus Welby, Hawaii Fünf-Null, Love Boat, Hart aber herzlich, Der Denver-Clan, Mord ist ihr Hobby und Columbo auf. Von 1999 bis zur Einstellung der Serie 2008 spielte sie in der amerikanischen Seifenoper Passions die Rolle der Hexe Tabitha Lenox. Für Passions 2005 eine Emmy-Nominierung als beste Hauptdarstellerin.
Aus ihrer 1961 geschlossenen Ehe mit Russell Alquist hat sie einen Sohn, aus einer weiteren Ehe mit dem Architekten Michael Miklenda eine Tochter. Mills heiratete 1980 den schottischen Schauspieler Maxwell Caulfield. Beide leben in Santa Barbara, Kalifornien.

## Filmografie

### Filme
- 1942: In Which We Serve
- 1947: Unvergessene Jahre (So Well Remembered)
- 1947: Zwielicht (The October Man)
- 1949: The History of Mr. Polly
- 1960: Mrs. Miniver (Fernsehfilm)
- 1961: No My Darling Daughter
- 1962: Twice Round the Daffodils
- 1963: Krankenschwester auf Rädern (Nurse on Wheels)
- 1964: Ist ja irre – ’ne abgetakelte Fregatte (Carry On Jack)
- 1966: Rancho River (The Rare Breed)
- 1966: Letzte Grüße von Onkel Joe (The Wrong Box)
- 1967: Flug der Entscheidung (Wings of Fire) (Fernsehfilm)
- 1969: Oh! What a Lovely War
- 1970: Herausforderung zum Grand Prix (The Challengers) (Fernsehfilm)
- 1972: Avanti, Avanti! (Avanti!)
- 1973: Letters from Three Lovers (Fernsehfilm)
- 1973: Die Möwe Jonathan (Jonathan Livingston Seagull) (Stimme)
- 1974: Rex Harrison Presents Stories of Love (Fernsehfilm)
- 1974: Wer bist Du? (Chi sei?)
- 1975: Demon, Demon (Fernsehfilm)
- 1976: Der Mann vom grünen Kreuz (El segundo poder)
- 1977: Alexander: The Other Side of Dawn (Fernsehfilm)
- 1977: Barnaby and Me (Fernsehfilm)
- 1979: Völlig durchgedreht (The Cracker Factory) (Fernsehfilm)
- 1990: Night of the Fox (Fernsehfilm)
- 1992: Spaceshift (Waxwork II: Lost in Time)
- 1993: Ein Fremder im Spiegel (A Stranger in the Mirror) (Fernsehfilm)
- 1999: Ganz normal verliebt (The Other Sister)
- 2014: Lucky Stiff
- 2014: Professor Love (Some Kind of Beautiful)
- 2018: Running for Grace
- 2019: Long Time Listener, First Time Caller (Kurzfilm)
- 2023: Finding Hannah
- 2023: Poolman

### Fernsehserien
- 1962: ITV Television Playhouse (eine Folge)
- 1962: Man of the World (eine Folge)
- 1963: It Happened Like This (eine Folge)
- 1965: Solo für O.N.C.E.L. (The Man from U.N.C.L.E., eine Folge)
- 1966: Ben Casey (eine Folge)
- 1966: Der Mann ohne Namen (A Man Called Shenandoah, eine Folge)
- 1966: 12 O’Clock High (zwei Folgen)
- 1966–1967: Bob Hope Presents the Chrysler Theatre (zwei Folgen)
- 1967: The Revenue Men (eine Folge)
- 1967: Das Geheimnis der blauen Krone (Coronet Blue, eine Folge)
- 1968: Sherlock Holmes (eine Folge)
- 1970–1971: Nanny and the Professor (54 Folgen)
- 1971: Alias Smith und Jones (Alias Smith and Jones, eine Folge)
- 1971: Stage 2 (eine Folge)
- 1972–1973: The ABC Saturday Superstar Movie (zwei Folgen)
- 1973: The ABC Afternoon Playbreak (eine Folge)
- 1974: QB VII (Miniserie, eine Folge)
- 1974: Frei geboren (Born Free, eine Folge)
- 1974: Harry O (eine Folge)
- 1975: Dr. med. Marcus Welby (Marcus Welby, M.D., eine Folge)
- 1975: Medical Story (eine Folge)
- 1975: Hawaii Fünf-Null (Hawaii Five-0, eine Folge)
- 1975: The Wide World of Mystery (eine Folge)
- 1975: Matt Helm (eine Folge)
- 1976: Ellery Queen (eine Folge)
- 1976: Once an Eagle (Miniserie)
- 1977: Gibbsville (eine Folge)
- 1977: Wonder Woman (eine Folge)
- 1978: Die Zwei mit dem Dreh (Switch, eine Folge)
- 1978: Make-up und Pistolen (eine Folge)
- 1978–1984: Fantasy Island (vier Folgen)
- 1978–1984: Love Boat (The Love Boat, acht Folgen)
- 1980: Hart aber herzlich (Hart to Hart, Folge: Abfahrtslauf der Damen)
- 1984: Der Denver-Clan (Dynasty, zwei Folgen)
- 1985: All My Children
- 1985, 1987: Hotel (zwei Folgen)
- 1987: Mord ist ihr Hobby (Murder, She Wrote, eine Folge)
- 1988: The Law and Harry McGraw (eine Folge)
- 1989: Die Champagner-Dynastie (Till We Meet Again, Zweiteiler)
- 1990: Monsters (eine Folge)
- 1992: Columbo: Bluthochzeit (No Time to Die)
- 1998: Air America (eine Folge)
- 1999–2008: Passions (990 Folgen)
- 2008–2009: Rosamunde Pilcher – Vier Jahreszeiten (Vierteiler)
- 2009: Wildes Herz Afrika (Wild at Heart, acht Folgen)
- 2010–2014: Hot in Cleveland (vier Folgen)
- 2014: From Here on OUT (sechs Folgen)
- 2017: Time After Time (Pilotfolge)
- 2017: Jeff & Some Aliens (eine Folge, Stimme)
- 2017: Story of Andi (Andi Mack, Folge Mama)
- 2021: TV Therapy (Folge Nanny)